# Silabarios indígenas canadienses

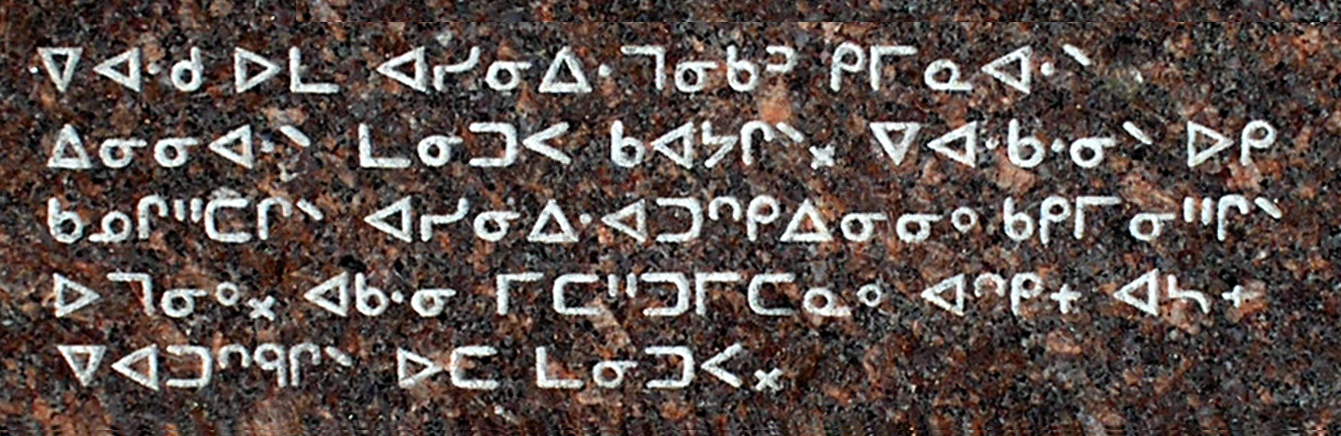
Inscripción Plains Cree expuesta en The Forks, Winnipeg, Manitoba, Canadá.

La escritura silábica de los indígenas canadienses, a pesar de su nombre, hace referencia a una familia de alfabetos abugidas que se emplean para escribir cierto número de idiomas indígenas canadienses de las familias esquimo-aleutiana, algonquina y na-dené.
Los silabarios actualmente se aplican a la escritura de todos los dialectos del idioma cree desde Quebec hasta las Montañas Rocosas, incluyendo el cree oriental, el cree de Bahía James, el cree de los pantanos y el cree de las praderas. También se utiliza como escritura de otras lenguas algonquinas como los principales dialectos del ojibwa, en el oeste del Canadá, y el pies negros. Asimismo es representación escrita del inuktitut del ártico oriental canadiense. En lo que se refiere a las lenguas atabascanas, se emplea para escribir el dakelh (o lengua carrier), el chipewyan, el slavey, el dogrib (o tli cho) y el Beaver. Estas naciones indígenas se encuentran por toda Canadá, en la Columbia Británica, Alberta, Saskatchewan, Manitoba, los Territorios del Noroeste, Ontario, Quebec y Nunavut. A veces estos silabarios son utilizados en los Estados Unidos por comunidades indígenas que viven en la frontera, aunque este es principalmente un fenómeno canadiense.
Todo el conjunto de los caracteres que se utilizan en los distintos silabarios de este sistema está codificado en un único bloque del estándar universal Unicode (del U+1400 a U+167F) al que se hace referencia como Unified Canadian Aboriginal Syllabics (Silabario Aborigen Canadiense Unificado). En esta página se utilizan tipos unicode que solo podrán leerse con una fuente adecuada que incluya los caracteres del referido bloque, tal como la Uni1400Syllabics.ttf del Consorcio Unicode.

## Historia
Son pocos los que sostienen que este sistema de escritura es una invención indígena. La leyenda cree, en especial, mantiene que se trataría de un regalo divino entregado a dos ancianos cree distintos en sitios opuestos del Canadá. Sin embargo, la carencia de material escrito en el silabario con anterioridad a 1840, unida a la historia bien documentada de cómo la obra misionera llevó a cabo en parte la expansión de la escritura silábica, así como su presunto parecido con el sistema de taquígrafía de Pitman, restan plausibilidad a dicha conclusión.